# Тверские волки
«Тверские волки» — организованная преступная группировка, занимавшаяся заказными убийствами в 2002—2006 годах на территории Твери и Тверской области.

## История создания
Основатели банды, Александр Костенко по кличке «Лом» и Анатолий Осипов по кличке «Волк», познакомились, отбывая наказание в одной из исправительно-трудовых колоний. Начальник УВД Александр Куликов, давая интервью телепередаче «Честный детектив», охарактеризовал Осипова как дерзкого, умного и преданного человека. Костенко полностью доверял Осипову. Он поручал ему самые ответственные задания, и тот их всегда выполнял.
В 1990-е годы Костенко получил достаточно большой криминальный авторитет, причём не только в преступных кругах Тверской области, но и Москвы и Санкт-Петербурга, в частности, имеются сведения о том, что некогда он был связан с Сергеем Тимофеевым, Владимиром Барсуковым-Кумариным и Солнцевской группировкой. Со временем большая часть группировок Твери перешла под его покровительство. Подчинённые Лома контролировали ту часть автодороги Москва — Санкт-Петербург, которая проходила через их регион. Среди подконтрольных им отраслей находились автомобильная, лесоперерабатывающая, алкогольная промышленности, игорный бизнес, автозаправочные станции, различные строительные компании. По некоторым данным, в ОПГ Костенко входили юристы, предприниматели, коррумпированные чиновники.
Из наиболее подготовленных бойцов своей группировки Костенко собрал подразделение наёмных убийц, во главе которого встал Анатолий Осипов. Между собой группу Осипова прозвали «Волками» по прозвищу её лидера. В неё вошли сын Анатолия Осипова Александр по кличке «Младший волк», Александр Агеев по кличке «Стрелок», Дмитрий Баскаков и Дмитрий Пауков.

## Преступления банды
Банда «Тверские волки» использовала во время совершения своих преступлений такую форму деятельности, как «криминальный терроризм», то есть демонстративные массовые расправы над своими жертвами с целью нагнетания страха у местных жителей.
Одним из первых был застрелен «смотрящий» за посёлком Максатиха Тверской области Игорь Жиганов и три его приятеля. Заказ на убийство Жиганова дал Костенко, который хотел заменить «смотрящего» на послушного ему человека.
Следующим бандиты убили предпринимателя Казаряна — владельца сети продовольственных магазинов, который имел конфликт с Костенко. Впоследствии при схожих обстоятельствах ими были убиты ещё три коммерсанта.
Вскоре у Костенко возник конфликт с Игорем Жиловым, который контролировал криминальный бизнес у трассы «Москва—Санкт-Петербург», а также содержал ряд притонов. Члены банды расстреляли Жилова уже вскоре после начала конфликта.
Подобные акции вызвали негативную реакцию со стороны тверских группировок, не подчинявшихся Костенко. Итогом этого недовольства стало убийство Анатолия Осипова, совершённое 28 ноября 2005 года. Руководителем группировки стал его сын Александр Осипов. Он продолжил выполнять заказы Лома, но менее чем через год, в сентябре 2006 года, автомобиль Костенко попал в засаду. Неизвестные киллеры открыли шквальный огонь из автоматов, в результате чего Костенко с тяжёлыми огнестрельными ранениями был доставлен в одну из больниц Твери, где скончался. Тем не менее, ещё при жизни Лома бандиты совершили жестокое массовое убийство четырёх человек — семьи директора рынка Кимр. Их жертвами стали сам директор, его жена и двое несовершеннолетних детей.

## Следствие и суд
На следствии бандиты ни в чём не признавались. Доподлинное число жертв группировки, по мнению многих, до сих пор неизвестно. Всего же было доказано совершение членами банды 14 убийств.
2 октября 2009 года Тверской областной суд после долгого следствия вынес приговор. Александр Осипов, Александр Агеев и Дмитрий Баскаков были приговорены к пожизненному лишению свободы, ещё один участник банды Левыкин — к 21 году лишения свободы.
В ночь 30 июня 2002 года члены банды попытались ограбить известного исполнителя Михаила Круга, при этом он был сильно ранен и скончался в больнице 1 июля. На следствии жена Круга Ирина, видевшая одного из убийц своего мужа в лицо, сумела опознать Александра Агеева как исполнителя, однако доказать его причастность к этому убийству не удалось. В 2019 году Агеев признался в соучастии в убийстве Круга. Убийцей Круга Следственный комитет РФ назвал Дмитрия Веселова.

## Документальные фильмы
- «Честный детектив». Волчья стая (2009)
- «Криминальные хроники». Волчья стая (2012)
- «Новые русские сенсации». Убийца Круга. Шокирующая исповедь (2019)
- «Новые русские сенсации». Банда наёмных убийц (2020, две серии)
- «Новые русские сенсации». Сыновья главарей мафии (2022)